# Lasioglossum anhybodinum
Lasioglossum anhybodinum là một loài Hymenoptera trong họ Halictidae. Loài này được Cockerell mô tả khoa học năm 1930.